# Франсвильская биота

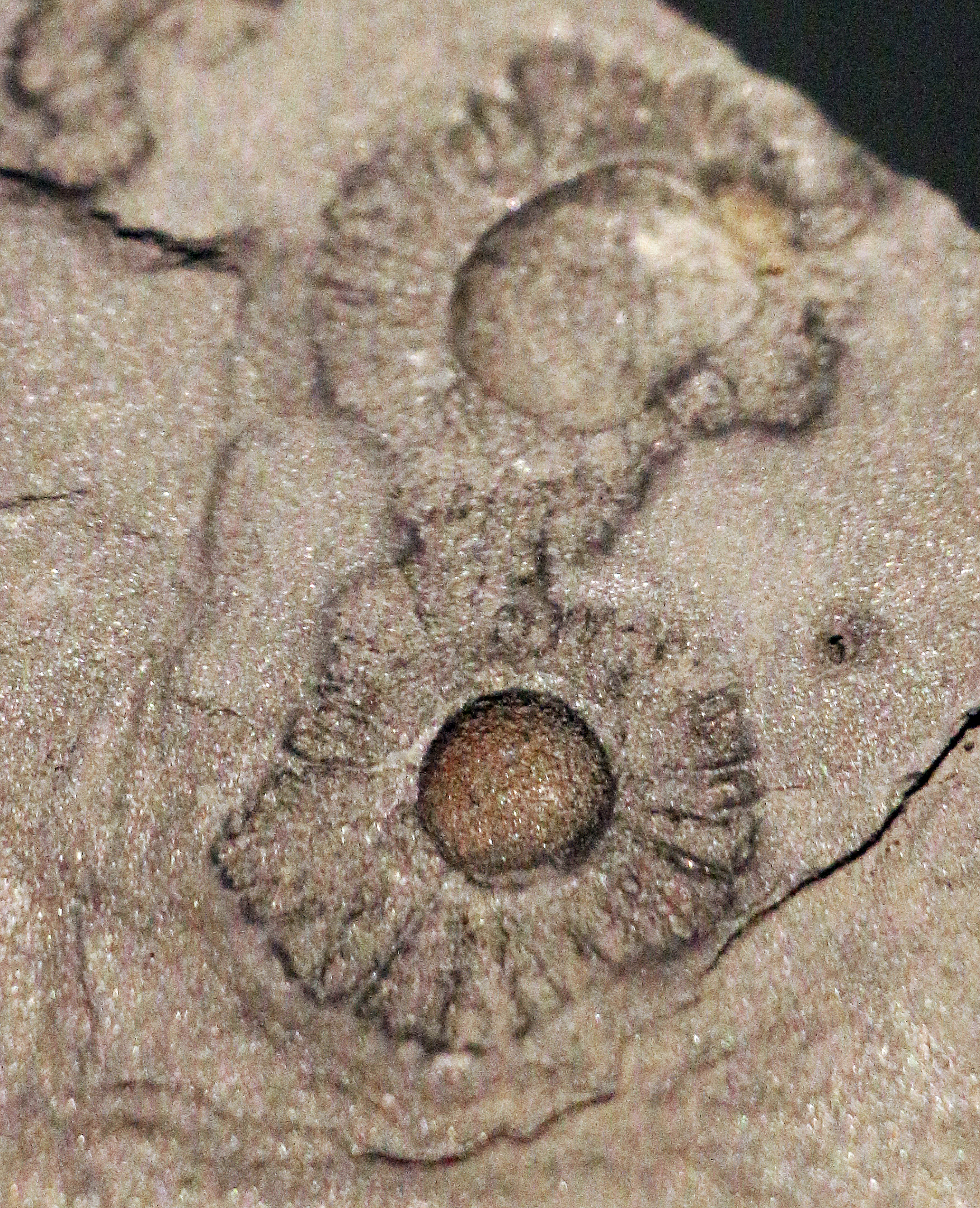
Окаменелости франсвильской биоты

Франсвильская биота (также известная как макроокаменелости Габона или габонионты) — группа макроскопических организмов из раннепротерозойских (2,1 млрд лет) отложений Габона. Рассматриваются как ранние формы многоклеточной жизни.
Окаменелости были обнаружены в отложениях чёрных сланцев (Франсвильская формация B) международной группой, возглавляемой франко-марокканским геологом Абдерразаком Эль Албани из Университета Пуатье, Франция. Пока окаменелостям не дано формальное описание, они по предложению музея естественной истории в Вене в 2014 году неофициально именуются «габонионтами» (Gabonionta).

## Морфология

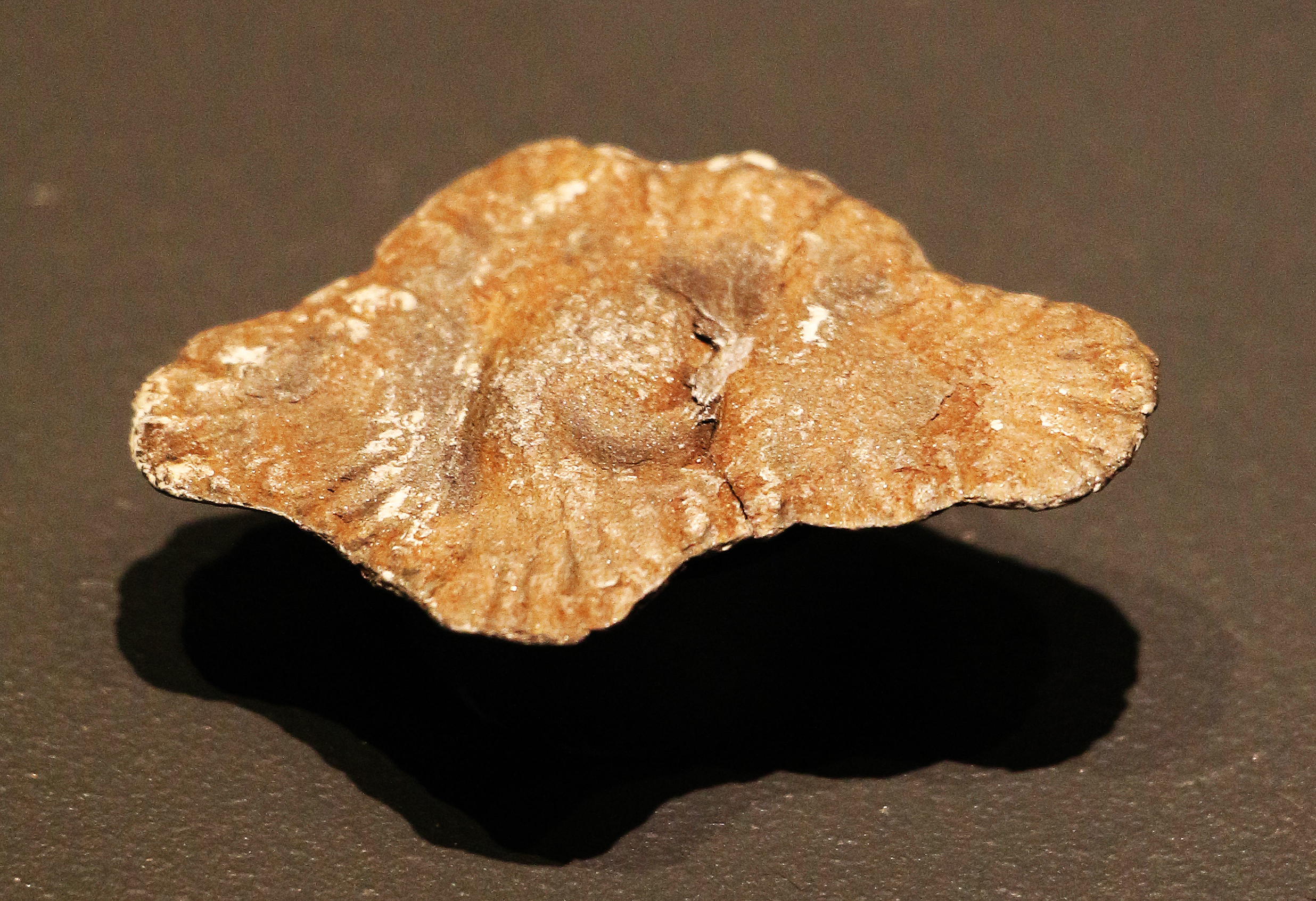
Представитель франсвильской биоты. Максимальный диаметр окаменелости — 12 см

Ископаемые организмы имеют размеры до 12 см. Тела представляют собой расплющенные диски с характерной морфологией, включая круглые и вытянутые экземпляры. Сферические и эллипсоидальные центральные тела обрамлены радиальной структурой. Окаменелости демонстрируют трехмерность и скоординированный рост. Можно предполагать межклеточные связи, так как они существовали до возникновения многоклеточности[уточнить].
Последние исследования группы Эль Альбани, проведённые в 2014 году, обнаружили множество типов окаменелостей различной морфологии. Описаны витые трубки, а также структуры типа «нитки жемчуга», заканчивающиеся «цветком». Они похожи на диктиостелиды, амебоидные организмы, которые для миграции образуют многоклеточные конгломераты. Однако диктиостелиды являются наземными, а не морскими организмами, поэтому обнаруженные структуры не могут быть диктиостелидами. Среди известных окаменелостей к франсвильским организмам близки эдиакарские Nemiana и Beltanelloides.

## Район

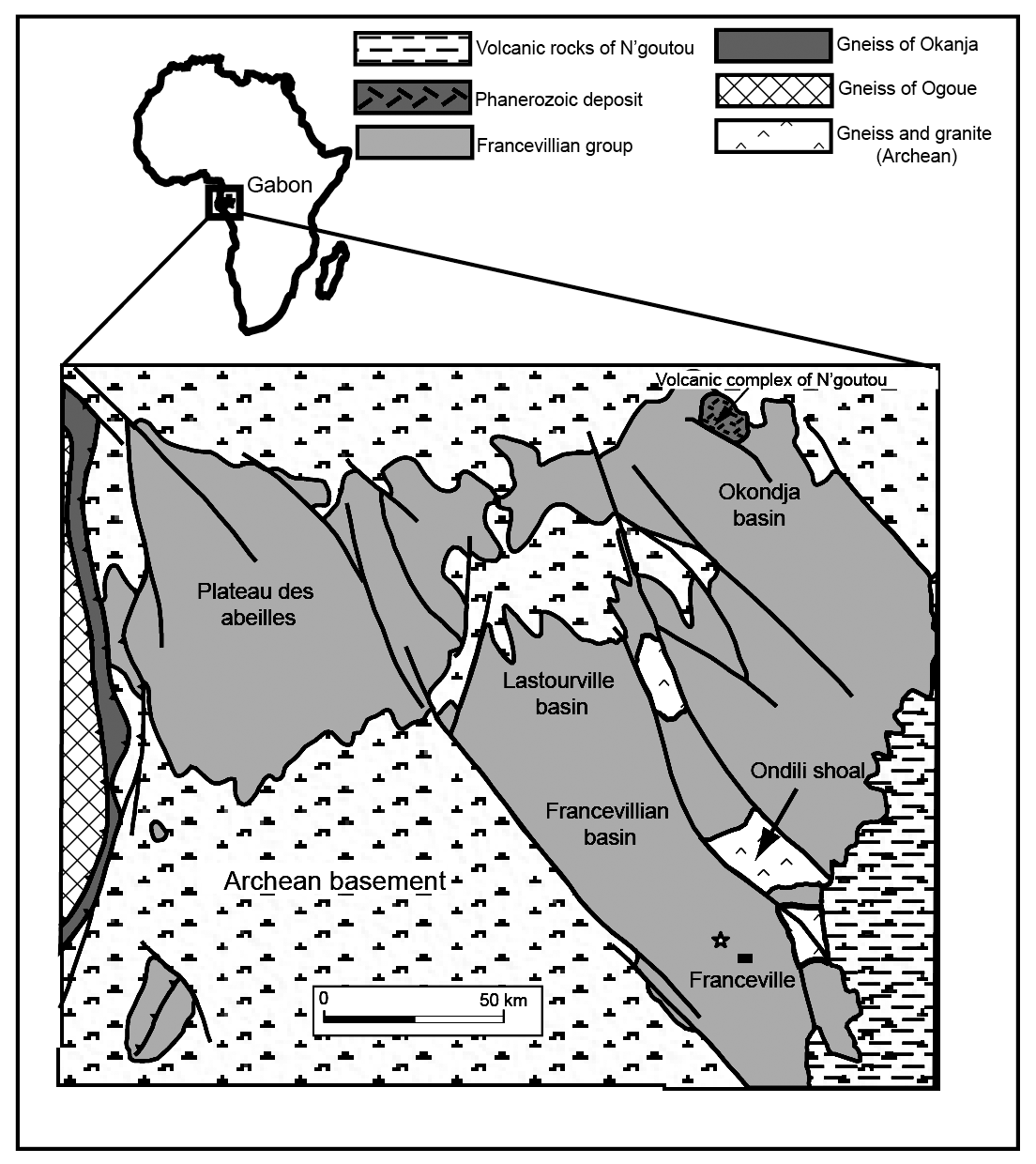
Геология бассейна Франсвиль

Находки были сделаны в сланцах бассейна Франсвиль, где встречаются в большом количестве — до 40 особей на квадратный метр. Предположительно организмы жили колониями на дне мелкого моря. Геохимическая обстановка указывает на то, что они жили на слое осадка в богатой кислородом воде в продвигающейся в море дельте и могли обладать аэробным дыханием.

## Интерпретации
Эль Альбани и его коллеги описывают находки как колониальные организмы, возможно сходные с эукариотами, и родственные микробным матам, хотя и отличные от любых известных структур в окаменелостях. Отмечается сложность ископаемых и присутствие стеранов как указателей на возможность эукариотической природы представителей биоты. В параллельном новостном отчёте для журнала «Nature» палеонтолог Филипп Донохью из Бристольского университета демонстрирует более консервативный подход — до получения дополнительных доказательств, что останки принадлежали эукариотам. Другая точка зрения, которой придерживается Адольф Зейлахер из Йельского университета, состоит в том, что находки представляют собой псевдофоссилии, пирит неорганического происхождения. Эль Альбани с соавторами (2014) оспаривает концепцию Зейлахера. Обнаружены пиритизированные и непиритизированные отпечатки, а также пиритизированные формы. Структуры сформировались как одно событие, в то же время, что и осадочные породы. Об этом свидетельствует равномерное распределение соотношения изотопов серы в образцах. В пиритовых «цветах», которые кристаллизуются медленно, изотопное соотношение будет меняться внутри структуры. Для структур, которые напоминают пыльцу, химический анализ также показывает, что стенки «пыльцы» содержат органический материал.
В сланцах бассейна Франсвиль в виде нитей обнаружены окаменелости древнейших многоклеточных подвижных организмов возрастом ок. 2,1±0,3 млрд лет назад (палеопротерозой). Габонские находки попадают во временной интервал 2,2—2,06 млрд л. н., что соответствует так называемой изотопной экскурсии Ломагунди (Lomagundi carbon isotope excursion). Возможно, кислородный пик привёл к появлению неких многоклеточных форм жизни за 300 млн лет до появления эукариотической клетки.

## Судьба
Франквильская биота исчезает и отсутствует в вышележащих черных сланцах, Эль Албани трактует это как вымирание. Биота сформировалась во время кратковременного всплеска содержания кислорода в атмосфере (событие Ломагунди) и вымерли в результате падения этого уровня. Биота представляет собой первый известный случай возникновения многоклеточной жизни, не оставившей современных потомков.